# Agrotis aneituma
Agrotis aneituma är en fjärilsart som beskrevs av Walker 1865. Agrotis aneituma ingår i släktet Agrotis och familjen nattflyn. Inga underarter finns listade i Catalogue of Life.